# سعد شبيب
سعد شبيب، لاعب كرة قدم كويتي سابق. لعب مع نادي التضامن الكويتي، وكان هداف كأس الأمير 1977/1978 برصيد 5 أهداف، وهو شقيق أخ اللاعب خالد شبيب وعم اللاعب عبد الله شبيب.